# エマージェンザ・ミュージック・フェスティバル
エマージェンザ・ミュージック・フェスティバル(Emergenza Music Festival)は、世界36か国で行われている世界最大級のインディーズ・アーティストのライブ・コンテストである。

## 概要
1992年以来ヨーロッパを中心として展開し、現在では欧州、日本を含め世界18カ国50都市以上で開催されている。2019年の実績では全世界から約4,000以上のバンドが参加した。
国ごとで決定される最優秀バンドは、ドイツ、タウバタール・野外フェスで行われる国際決勝大会へ出場できる。国際決勝大会で優勝すれば、メインステージでのライブなどの特典もある。優勝以外にも、各部門賞などがある。
当フェスティバルを経てメジャー・デビューしたバンドもあり、世界へつながる音楽イベントとなっている。オリジナル曲を演奏するバンドスタイルであれば、ジャンル・国籍・年齢・性別は不問で出演することが出来る。各バンドの演奏持ち時間は基本的に転換込で30分となっている。セミファイナル、ファイナルへ進出するバンドは、来場したお客様の審査によって選ばれる。
日本でのイベント主催・運営はエマージェンザ・ジャパン。運営協力は株式会社ウィンドゲート、有限会社ヘッドライン。

## 歴史
1992年　ローマで最初のエマージェンザ・フェスティバルが行われ、200人の観衆だけだったが、5か月後には3,000人に増えていた。そうしてエマージェンザが誕生した。
1996年　パリのギブスクラブでイタリア以外では初のコンサートを開催した。
1997年　ロンドン、アストリアで最初のエマージェンザのヨーロッパ決勝が行われ、2,500人以上が見に来た。
1998年　出演が難しいことで有名なクラブからエマージェンザが招待された。
2001年　パリからカナダ・モントリオールへケベック州が最初の北米でのコンサートとなる。
2002年　北米5都市でエマージェンザはコンサートを開催。
2003年　700バンド以上が初のアメリカのシーズンで190以上のギグを行なう。
2004年　2,800人のミュージシャンが参加し、欧州・カナダで合わせて16,000人が参加した。
2005年　北米70都市でフェスティバルに参加。3,000のコンサートが行われ、世界中で9,000バンドが参加。
2006年　エマージェンザはオーストラリアへ進出。シドニー、メルボルン、アデレードで行われた。
2006年　エマージェンザは日本へ進出。アジア圏の基盤として開催を実施した。
2008年  エマージェンザは東欧で進出。チェコ、スロバキア、ロシアと。オーストラリアでは西へと拡大。パースもその都市に。NZオークランドへも進出をした。
2022年   3年ぶりにエマージェンザが開催され、8月にタウバタール野外フェスで世界決勝が行われた。
2024年　世界18か国50都市以上でエマージェンザが開催されている。

## 過去の日本大会優勝バンド
2008年   The Novelestilo ドイツ大会4位
2009年   ぐるぐる　　ドイツ大会6位
2010年   花ト散るらん　ドイツ大会優勝
2011年   S.H.E　　　　ドイツ大会4位
2012年   Avaivartika   ドイツ大会4位
2013年   TarO&JirO  ドイツ大会6位
2014年   The Asphere's  ドイツ大会14位
2015年   ninja beats   ドイツ大会優勝 
2016年   スキッツォイドマン （大阪大会優勝)　ドイツ大会7位 
2016年   SweetSleep (東京大会優勝)  ドイツ大会21位   
2017年   SNARE COVER  ドイツ大会4位　ベストシンガー賞   
2018年   than ドイツ大会7位
2019年   ulma sound junction ドイツ大会3位　ベストギタリスト賞
2022年　パノラマとラボラトリー　ドイツ大会　順位無し
2023年　TRAinnovation　ドイツ大会優勝
2024年　THE・ステレオギャング　ドイツ大会3位

## 過去の世界大会優勝バンド
2006年   THE SESSIONS　カナダ・バンクーバー
2007年   FIRE FLIES　アメリカ・ニューヨーク
2008年   GLORIA CYCLES　イギリス・ブライトン
2009年   KID GALAHAD　スウェーデン・ヨーテボリ
2010年   花ト散るらん　日本・東京
2011年　Nico & Vinz　ノルウェー・オスロ
2012年   HURRICANE LOVE  スゥエーデン
2013年   OBSOLETE RADIO フランス・パリ 
2014年   THE SCHEEN　ノルウェー・オスロ
2015年   ninja beats   日本・東京
2016年   Gain Eleven  スウェーデン
2017年   THE AGENCY  デンマーク
2018年   MELANCHOLIA　イタリア
2019年   ARATA  ノルウェー
2022年　Simen Steinklev  ノルウェー
2023年　TRAinnovation　日本・大阪
2024年　FRANCK.  フランス

## 開催期間
各年前年10月～4月：予選大会（東京・大阪・名古屋）
4月～5月：準決勝大会（東京・大阪）
6月：地方決勝大会（大阪・名古屋）
7月：日本決勝大会（東京）
8月：ドイツ・タウバタール野外フェスでの世界決勝大会